# Elbows Out

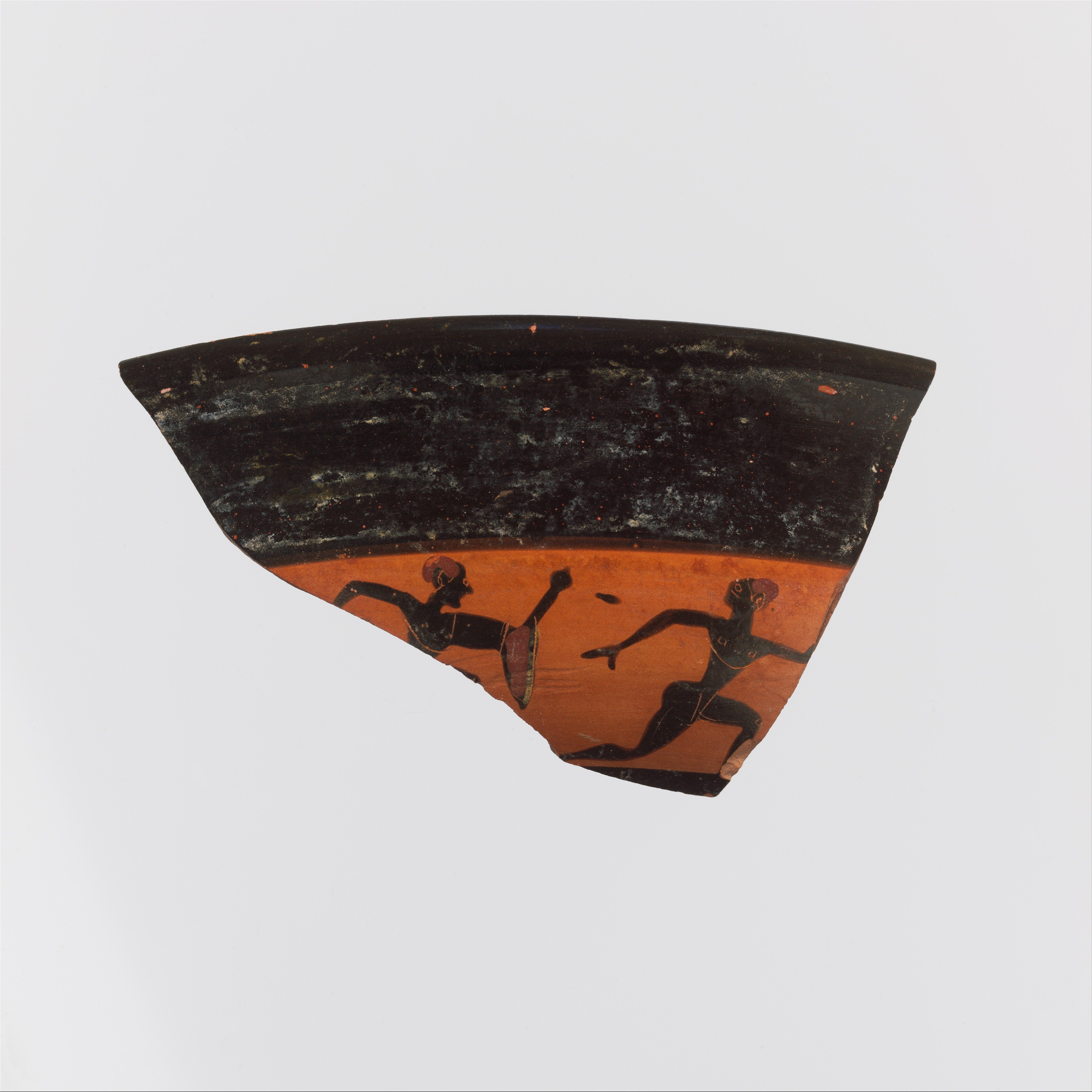
Fragmento de un vaso de Elbows Out.

Elbows Out es el nombre dado a un pintor ático de vasos de figuras negras, activo en Atenas alrededor del 550/540 al 520 a. C. Su nombre convenido se deriva de los gestos fuertemente exagerados y de la extraña anatomía de sus figuras de baile. El nombre en inglés utilizado se basa en el estilo manierista de sus obras más famosas, en el que los codos de las figuras sobresalen exageradamente. Junto con Affecter, es considerado uno de los manieristas del estilo de figuras negras. Pintó, por ejemplo, copas de labios (lo que lo clasifica como un Pequeño maestro) y ánforas de cuello, estas últimas de una forma especial con un pesado cuerpo ovoide. Sus ánforas están decoradas con varios frisos. Sus copas de bandas se parecen a las obras de Tlesón y Lido, pero son más convencionales en cuanto a los motivos animales. También pintó un lidion, una forma de vaso muy rara vez producida por los alfareros áticos. A menudo se le ve como conectado con Affecter, pero también con el Pintor de Amasis. El vínculo con este último no debe ser sobrestimado.
Rara vez pintaba escenas mitológicas, pero tenía una inclinación por los motivos eróticos, como se puede ver en su inusual hidria en el Museo de Bellas Artes de Boston, en cuyo hombro se ven diez parejas comprometidas en «hacer el amor desenfrenadamente».
Un vaso de Elbows Out de la colección del Castillo Ashby, restaurado en la década de 1820 por el 2º marqués de Northampton, fue vendido en una subasta por 233 640 dólares en 1980.

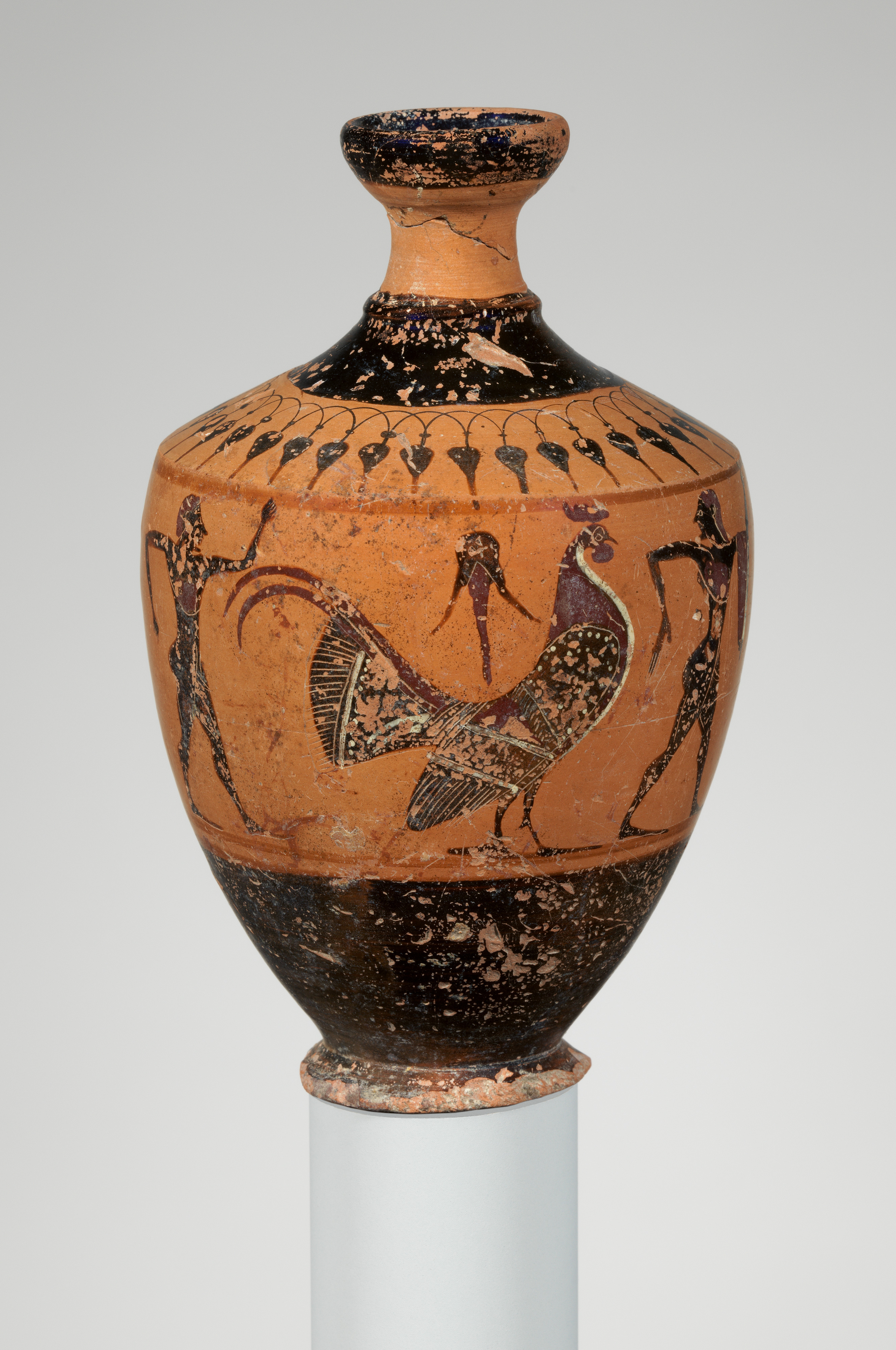
Lécito, c. 560–550 a. C.
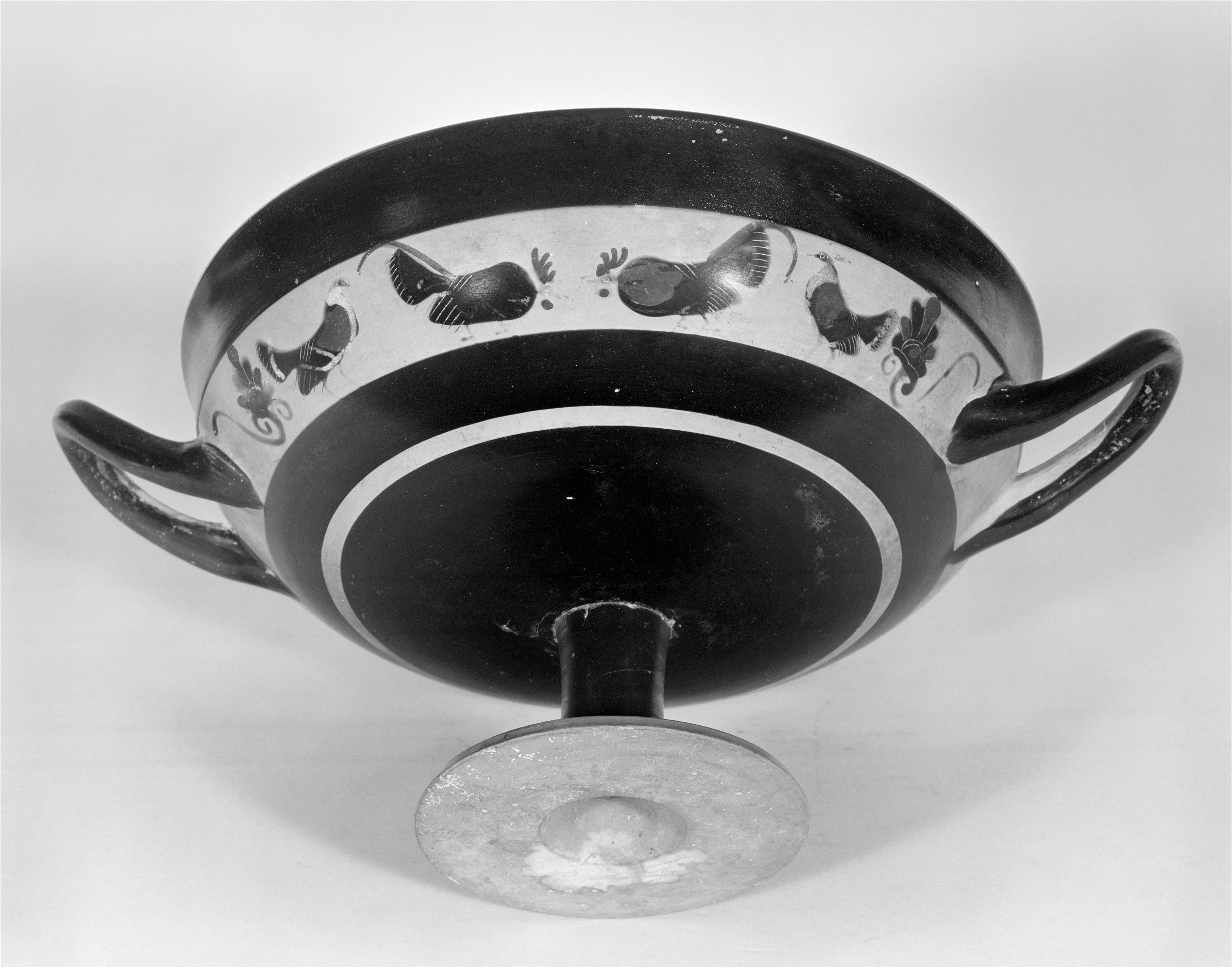
Kílix, c. 560–550 a. C.